# L'urlo (film 1968)
L'urlo è un film del 1968 diretto da Tinto Brass e interpretato da Gigi Proietti e Tina Aumont.
È stato presentato nella Quinzaine des Réalisateurs al Festival di Cannes 1970.

## Trama
Una ragazza abbandona sull'altare il promesso sposo, rifuggendo così il mondo borghese che lui rappresenta. Scappa con un altro uomo con cui conduce un'esistenza libertina, contornata dalle più varie esperienze senza la benché minima inibizione.

## Produzione
Il film è stato girato all'interno del penitenziario dell'Isola di Santo Stefano e a Sermoneta.

## Distribuzione
Il film risale al 1968, tuttavia la sua distribuzione ha subito notevoli ritardi per via della censura ed è stato proiettato nelle sale italiane soltanto a partire dal 1974 con il divieto per i minori di 18 anni.

## Critica
«... piuttosto velleitario (e narrativamente confuso)... una farsa.» * 